# Exterstraße 8
Das Gebäude Exterstraße 8 ist ein um 1720 errichteter Fachwerkbau, der seit dem 22. Dezember 1982 als Baudenkmal in der Denkmalliste der Stadt Detmold im Kreis Lippe eingetragen ist.

## Geschichte und Architektur
Bei dem Gebäude handelt es sich um ein zweigeschossiges, giebelständiges Fachwerkhaus im Bereich der historischen Detmolder Altstadt. Das genaue Baujahr ist bislang nicht datiert, neuere Quellen geben einen Zeitraum um 1720 an, nach bauhistorischen Untersuchungen könnte es sich aber auch um einen Neubau aus dem Jahr 1804 handeln.
Das Haus an der Straße wurde 1742 von der jüdischen Gemeinde in Detmold zusammen mit der dahinter gelegenen Scheune erworben, die zu einer Synagoge umgebaut wurde. Das Vorderhaus bauten die Detmolder Juden in den Jahren 1803/04 um und nutzten es bis 1913 als Schulgebäude. In dem Haus befand sich auch die Wohnung des Vorsängers. Die Fassade wurde später im Erdgeschoss vertäfelt, im Obergeschoss und Giebeldreieck verputzt. Bei der Freilegung der Fassade im Jahre 1982 kam in einem Balken über dem Eingang eine hebräische Inschrift zutage, sie lautet transkribiert
„Beendigt im Monat Siwan 5654 Gemeinde Detmold – Shalit“
Siwan 5654 ist der neunte Monat des Jahres 5654 im jüdischen Kalender, das entspricht dem Jahr 1804 der christlichen Zeitrechnung. Shalit wird übersetzt mit sie mögen viele gute Zeiten erleben. Die Inschrift wurde 2007 renoviert und neu vergoldet.
Das Gebäude ist heute ein Wohn- und Geschäftshaus.